# Nazionale femminile di pallacanestro della Jugoslavia
La nazionale di pallacanestro femminile della Jugoslavia, selezione delle migliori giocatrici di pallacanestro di nazionalità jugoslava, ha rappresentato la Jugoslavia nelle competizioni internazionali di pallacanestro femminile organizzate dalla FIBA, nell'arco di tempo che va dal 1935, anno della sua affiliazione alla FIBA, al 2006, anno di scioglimento della Federazione cestistica di Serbia e Montenegro.

## Storia
La nazionale femminile jugoslava era considerata come la terza forza mondiale, dietro a Stati Uniti e Unione Sovietica, anche se non è mai riuscita nell'impresa di salire sul gradino più alto del podio nelle massime competizioni internazionali.

Alle Olimpiadi ha conquistato un Argento e un Bronzo, ai Mondiali una medaglia di argento, mentre agli Campionati Europei un totale di sei medaglie, con 4 argenti e 2 bronzi.

## Piazzamenti
Olimpiadi
- 1980 -  3º
- 1984 - 6º
- 1988 -  2°

Mondiali
- 1959 - 4°
- 1964 - 6°
- 1967 - 6°
- 1983 - 8°
- 1990 -  2º

Europei
- 1954 - 5°
- 1956 - 9°
- 1958 - 4°
- 1960 - 5°
- 1962 - 5°
- 1964 - 7°
- 1966 - 6°
- 1968 -  2°
- 1970 -  3°
- 1972 - 8°
- 1974 - 8°
- 1976 - 5°
- 1978 -  2°
- 1980 -  3°
- 1981 - 4°
- 1983 - 4°
- 1985 - 5°
- 1987 -  2°
- 1989 - 4°
- 1991 -  2°

## Formazioni

### Olimpiadi
Pallacanestro ai Giochi della XXII Olimpiade - Torneo femminile4 Đurašković, 5 Bećirspahić, 6 Komnenović, 7 Bjedov, 8 Mitić, 9 Ožegović, 10 Pekić, 11 Tonković, 12 Đurković, 13 Despotović, 14 Majstorović, 15 Perazić,        All. Milan Vasojević
Pallacanestro ai Giochi della XXIII Olimpiade - Torneo femminile4 Ožegović, 5 Šuka, 6 Komnenović, 7 Počeković, 8 Vangelovska, 9 Pečikoza, 10 Golić, 11 Dornik, 12 Majstorović, 13 Perazić, 14 Dekleva, 15 Uzelac,        All. Milan Vasojević
Pallacanestro ai Giochi della XXIV Olimpiade - Torneo femminile4 Vangelovska, 5 Vild, 6 Nakić, 7 Lelas, 8 Mujanović, 9 Milošević, 10 Lakić, 11 Bajkuša, 12 Golić, 13 Kvesić, 14 Arbutina, 15 Dornik,        All. Milan Vasojević

### Mondiali
Campionato mondiale femminile di pallacanestro 19593 Jovičić, 4 Kalušević, 5 Baraga, 6 Radovanović, 7 Martinović, 8 Zoković, 9 Gec, 10 Prelević, 11 Cipruš, 12 Pešić, 13 Meglaj, 15 Mrak,        All. Milorad Sokolović
Campionato mondiale femminile di pallacanestro 19644 Kalušević, 5 Kalenić, 6 Milojević, 7 Ferenci, 8 Šaranović, 9 Baraga, 10 Radovanović, 11 Đoković, 12 Pešić, 13 Miča, 14 Mrak, 15 Meglaj,        All. Marijan Pasarić
Campionato mondiale femminile di pallacanestro 19674 Bogičević, 5 Kalenić, 6 Bašić, 7 Đoković, 8 Selimović, 9 Gerić, 10 Radovanović, 11 Milojević, 12 Veger, 13 Ćurčić, 14 Bremec, 15 Buljan,        All. Ladislav Demšar
Campionato mondiale femminile di pallacanestro 19834 Šuka, 5 Božinović, 6 Komnenović, 7 Čangalović, 8 Krivokapić, 9 Vangelovska, 10 Golić, 11 Dornic, 12 Majstorović, 13 Perazić, 14 Dekleva, 15 Uzelac,        All. Milan Vasojević
Campionato mondiale femminile di pallacanestro 19904 Džebo, 5 Lakić, 6 Vild, 7 Bajkuša, 8 Kvesić, 9 Nakić, 10 Golić, 11 Bjedov, 12 Mujanović, 13 Ilić, 14 Arbutina, 15 Milošević,        All. Mihajlo Vuković

### Europei
Campionato europeo femminile di pallacanestro 19543 Radenković, 4 Kalušević, 5 Baraga, 6 Nešić, 7 Radulović, 8 Zoković, 9 Gec, 10 Prelević, 11 Cipruš, 12 Otašević, 13 Krstić, 14 Horvat, 16 Gostović, 17 Marković,        All. Strahinja Alagić
Campionato europeo femminile di pallacanestro 19563 Radenković, 4 Kalušević, 5 Baraga, 6 Radovanović, 7 E. Radulović, 8 Zoković, 9 Gec, 10 Prelević, 11 Cipruš, 12 Otašević, 13 Kavs, 14 L. Radulović, 15 Mrak,        All. Aleksandar Gec
Campionato europeo femminile di pallacanestro 19583 Pešić, 4 Kalušević, 5 Dormastija, 6 Radovanović, 7 Radulović, 8 Zoković, 9 Gec, 10 Prelević, 11 Cipruš, 12 Jenovaj, 13 Duplančić, 14 Meglaj,        All. Milorad Sokolović
Campionato europeo femminile di pallacanestro 19603 Radenković, 4 Kalušević, 5 Baraga, 6 Radovanović, 7 Ferenci, 8 Martinović, 9 Meglaj, 10 Prelević, 12 Pešić, 14 Mrak, 15 Štrmelj,        All. Borivoje Cenić
Campionato europeo femminile di pallacanestro 19624 Kalušević, 5 K. Meglaj, 6 Milojević, 7 Ferenci, 8 Šaranović, 9 Baraga, 10 Radovanović, 11 Kalenić, 12 Pešić, 13 Simić, 14 Juranić, 15 R. Meglaj,        All. Miodrag Stefanović
Campionato europeo femminile di pallacanestro 19644 Kalušević, 5 Kalenić, 6 S. Milojević, 7 Đoković, 8 Šaranović, 9 Meglaj, 10 Radovanović, 11 J. Milojević, 12 Pešić, 13 Miča, 14 Bebić, 15 Buljan,        All. Miodrag Stefanović
Campionato europeo femminile di pallacanestro 19664 Bremec, 5 Kalenić, 6 Bašić, 7 Đoković, 8 Selimović, 9 Meglaj, 10 Radovanović, 11 Stošić, 12 Veger, 13 Zagorka, 14 Bebić, 15 Buljan,        All. Ladislav Demšar
Campionato europeo femminile di pallacanestro 19684 Taušan, 5 Kalenić, 6 Štoka, 7 Miletić, 8 Selimović, 9 Meglaj, 10 Radovanović, 11 Milojević, 12 Veger, 13 Stošić, 14 Bremec, 15 Đoković,        All. Strahinja Alagić
Campionato europeo femminile di pallacanestro 19704 Taušan, 5 Veger, 6 Bašić, 7 Gal, 8 Tot, 9 Meglaj, 10 Đoković, 11 Jovanović, 12 Zorić, 13 Stošić, 14 Maksimović, 15 Miletić,        All. Ladislav Demšar
Campionato europeo femminile di pallacanestro 19724 Taušan, 5 Veger, 6 Bušljeta, 7 Trajkovski, 8 Janjić, 9 Šipka, 10 Katić, 11 Jovanović, 12 Zorić, 13 Stošić, 14 Kalenić, 15 Ćurulić,        All. Borivoje Cenić
Campionato europeo femminile di pallacanestro 19744 Taušan, 5 Veger, 6 Bušljeta, 7 Mavrović, 8 Janjić, 9 Bošković, 10 Đoković, 11 Jovanović, 12 Zorić, 13 Đurašković, 14 Đurišić, 15 Vukmirović,        All. Borivoje Cenić
Campionato europeo femminile di pallacanestro 19764 Taušan, 5 Veger, 6 Bušljeta, 7 G. Vukmirović, 8 Mitić, 9 Stojčinović, 10 Pekić, 11 Jovanović, 12 Bjedov, 13 Đurašković, 14 Pavlić, 15 A. Vukmirović,        All. Borivoje Cenić
Campionato europeo femminile di pallacanestro 19784 Kutleša, 5 Veger, 6 Bušljeta, 7 Bjedov, 8 Mitić, 9 Guberinič, 10 Pekić, 11 Jovanović, 12 Đurković, 13 Milović, 14 Majstorović, 15 Stanojević,        All. Borislav Ćorković
Campionato europeo femminile di pallacanestro 19804 Ožegović, 5 Bećirspahić, 6 Komnenović, 7 Baćanović, 8 Mitić, 9 Pepeunik, 10 Pekić, 11 Tonković, 12 Đurković, 13 Despotović, 14 Majstorović, 15 Dornik,        All. Milan Vasojević
Campionato europeo femminile di pallacanestro 19814 Ožegović, 5 Bećirspahić, 6 Komnenović, 7 Dekleva, 8 Marković, 9 Pepeunik, 10 Pekić, 11 Tonković, 12 Đurković, 13 Perazić, 14 Majstorović, 15 Golić,        All. Milan Vasojević
Campionato europeo femminile di pallacanestro 19834 Šuka, 5 Božinović, 6 Komnenović, 7 Čangalović, 8 Krivokapić, 9 Vangelovska, 10 Golić, 11 Milošević, 12 Majstorović, 13 Perazić, 14 Dekleva,        All. Milan Vasojević
Campionato europeo femminile di pallacanestro 19854 Vangelovska, 5 Pukšić, 6 Komnenović, 7 Pepeunik, 8 Listes, 9 Alić, 10 Golić, 11 Dornik, 12 Počeković, 13 Perazić, 14 Božinović, 15 Mujanović,        All. Milan Vasojević
Campionato europeo femminile di pallacanestro 19874 Vangelovska, 5 Kvesić, 6 Komnenović, 7 Krivokapić, 8 Arbutina, 9 Nakić, 10 Golić, 11 Dornik, 12 Mujanović, 13 Perazić, 14 Počeković, 15 Milošević,        All. Milan Vasojević
Campionato europeo femminile di pallacanestro 19894 Vangelovska, 5 Lakić, 6 Listes, 7 Slijepčević, 8 Kvesić, 9 Nakić, 10 Golić, 11 Došić, 12 Majstorović, 13 Bajkuša, 14 Arbutina, 15 Milošević,        All. Milan Vasojević
Campionato europeo femminile di pallacanestro 19914 Ilić, 5 Lakić, 6 Vild, 7 Bajkuša, 8 Bjedov, 9 Nakić, 10 Golić, 11 Lelas, 12 Mujanović, 13 Mirvić, 14 Arbutina, 15 Milošević,        All. Miodrag Vesković

## Nazionali giovanili
- Selezioni giovanili della nazionale di pallacanestro femminile della Jugoslavia